# Auguste Van Ormelingen
Auguste Marie Louis Félix Van Ormelingen, né le 17 décembre 1870 à Zichen-Zussen-Bolder et décédé le 19 mars 1939  à Liège est un homme politique belge, membre du parti catholique.
Fils de notaire, docteur en droit (Université catholique de Louvain, 1894) et notaire (1896), il fut élu conseiller communal de Tongres (1903), échevin (1921), conseiller provincial de la province de Limbourg (Belgique) (1908-1912), député de l'arrondissement de Tongres-Maaseik (1912-1914), sénateur provincial de Limbourg en remplacement de Fr. Meyers (1919-1929).
Il fut créé officier de l'ordre de Léopold.

## Généalogie
- Il épousa Bertha Vroonen (1878-1952).
  - Ils eurent 9 enfants: Maurice, notaire (1901-1953), Simone, religieuse (1902-1990), Léon, notaire (1904-64), Ghislaine, religieuse (1905-1994), Louis (1908-1908), Madeleine (1909-33) religieuse, Marie-José (morte en bas âge), Gabrielle (1913-2004) épouse de Jules Closon, conseiller à la Cour de Cassation, Betty (1915-2008), épouse du Baron Josse Mertens de Wilmars, président de la Cour de Justice des Communautés Européennes, Louis (1920-1974), avoué près le Tribunal de 1ère Instance de Tongres.

## Sources
- sur ODIS